# Boletina imitator
Boletina imitator är en tvåvingeart som beskrevs av Oskar Augustus Johannsen 1912. Boletina imitator ingår i släktet Boletina och familjen svampmyggor. Inga underarter finns listade i Catalogue of Life.